# Brat tv
Brat tv は、2017年に開設されたYouTube上のデジタルネットワーク。
Z世代の若者を対象に6分から最長25分のソーシャルメディアの有名人を特集したオリジナル番組を発信している。

## 概要
Brat tv で最も人気のある'Chicken Girls 'をはじめ、ジュール・ルブランやアナ・キャスカートなど、ディズニー・チャンネルやニコロデオンで有名な俳優たちを中心とした番組を製作している。